# Letni Puchar Świata w narciarstwie alpejskim kobiet 2013
Letni Puchar Świata w narciarstwie alpejskim kobiet będzie to kolejna edycja tej imprezy. Cykl ten rozpoczął się w Predklasteri (Czechy) 5 lipca 2013 roku, a zakończył się 24 sierpnia 2013 roku w Marbachegg (Szwajcaria).

## Podium zawodów

### Indywidualnie
| Lp                                                    | Data             | Miejsce           | Trasa | Konkurencja       | Zwyciężczyni       | 2. miejsce         | 3. miejsce         |
| 1.                                                    | 5 lipca 2013     | Predklasteri      |       | supergigant       | zawody odwołane    | zawody odwołane    | zawody odwołane    |
| 2.                                                    | 6 lipca 2013     | Predklasteri      |       | superkombinacja   | Adela Kettnerova   | Kristin Hetfleisch | Antonella Manzoni  |
| 3.                                                    | 7 lipca 2013     | Predklasteri      |       | slalom            | Lisa Wusits        | Ilaria Sommavilla  | Barbara Míková     |
| 4.                                                    | 12 lipca 2013    | Faqra-Kfardebiane |       | slalom            | Jaqueline Gerlach  | Kristin Hetfleisch | Ilaria Sommavilla  |
| 5.                                                    | 13 lipca 2013    | Faqra-Kfardebiane |       | gigant            | Yukiyo Shintani    | Barbara Míková     | Antonella Manzoni  |
| 6.                                                    | 14 lipca 2013    | Faqra-Kfardebiane |       | slalom            | Yukiyo Shintani    | Ilaria Sommavilla  | Barbara Míková     |
| 7.                                                    | 20 lipca 2013    | Kaprun            |       | superkombinacja   | Barbara Míková     | Adela Kettnerova   | Jaqueline Gerlach  |
| 8.                                                    | 21 lipca 2013    | Kaprun            |       | gigant            | Adela Kettnerova   | Jaqueline Gerlach  | Kristin Hetfleisch |
| 9.                                                    | 17 sierpnia 2013 | Tambre            |       | gigant            | Barbara Míková     | Adela Kettnerova   | Antonella Manzoni  |
| 10.                                                   | 18 sierpnia 2013 | Tambre            |       | slalom            | Lisa Wusits        | Adela Kettnerova   | Antonella Manzoni  |
| 11.                                                   | 23 sierpnia 2013 | Marbachegg        |       | gigant            | Jaqueline Gerlach  | Ingrid Hirschhofer | Ilaria Sommavilla  |
| 12.                                                   | 24 sierpnia 2013 | Marbachegg        |       | supergigant       | Ingrid Hirschhofer | Lisa Wusits        | Jaqueline Gerlach  |
| 13.                                                   | 24 sierpnia 2013 | Marbachegg        |       | slalom równoległy | Veronika Cvaskova  | Barbara Míková     | Jaqueline Gerlach  |
| Letnie Mistrzostwa Świata 2013 – Shichikashuku Miyagi |                  |                   |       |                   |                    |                    |                    |

## Klasyfikacja generalna (po 13 z 13 konkurencji)
| Lp. | Zawodniczka        | Punkty |
| --- | ------------------ | ------ |
| 1.  | Barbara Míková     | 850    |
| 2.  | Kristin Hetfleisch | 730    |
| 3.  | Ilaria Sommavilla  | 711    |
| 4.  | Jaqueline Gerlach  | 682    |
| 5.  | Ingrid Hirschhofer | 604    |
| 6.  | Lisa Wusits        | 545    |
| 7.  | Adela Kettnerowa   | 530    |
| 8.  | Veronika Cvaskova  | 523    |
| 9.  | Jasmin Huber       | 509    |
| 10. | Antonella Manzoni  | 400    |